# Henrik Klingenberg
Henrik Klingenberg (ur. 21 października 1978 w Maarianhaminie) – fiński muzyk, kompozytor i wokalista. Henrik Klingenberg znany jest, prawdopodobnie przede wszystkim z występów w zespole Sonata Arctica do którego dołączył pod koniec 2002 roku. Muzyk występuje ponadto w zespołach Silent Voices i Klingenberg Syndrome.
Podczas nagrań w studiu Henrik Klingenberg używa m.in. instrumentów Korg M3, Korg SV-1, Korg Karma, Roland Fantom XR oraz Hammond C-3. Natomiast w swym domowym studiu posiada następujące instrumenty: Korg Triton Rack, Kurzweil K2000R, Kawai Phm i Roland JV2080.

## Dyskografia
- Silent Voices - Chapters of Tragedy (2002, Low Frequency Records)[6]
- Silent Voices - Infernal (2004, Low Frequency Records)[7]
- Requiem - Requiem Forever (2005, Scarlet Records, gościnnie)[8]
- Altaria - The Fallen Empire (2006, Metal Heaven, gościnnie)[9]
- Silent Voices - Building Up the Apathy (2006, Low Frequency Records)[10]
- Winterborn - Cold Reality (2006, Massacre Records, gościnnie)[11]
- Elias Viljanen - Fire-Hearted (2009, Spinefarm Records)[12]
- Klingenberg Syndrome - ...and the Weird Turned Pro (2012, Avalon)[13]
- Silent Voices - Reveal the Change (2013, Inner Wound Recordings)[14]